# Monuments d'Avignon

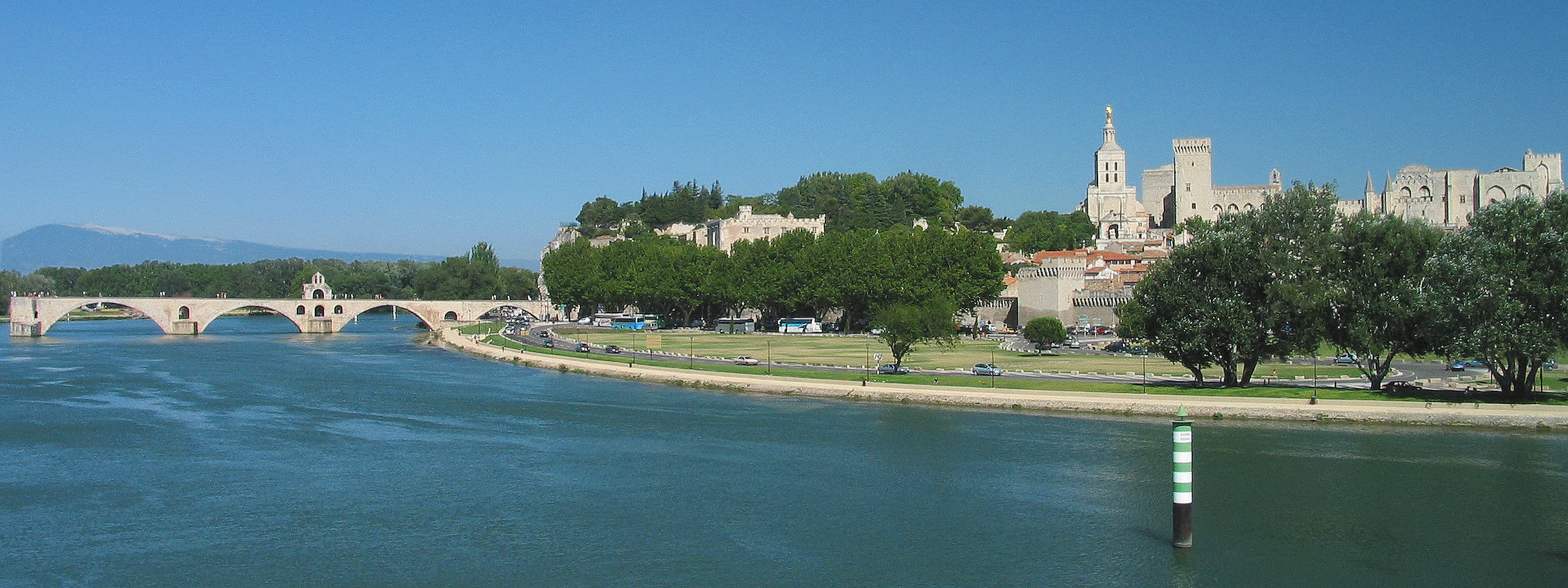
Vue vers le nord-est avec le mont Ventoux en arrière-plan.

Avignon n’est pas seulement un centre administratif, c’est une vitrine artistique et culturelle de premier plan. Avignon est aussi une ville au riche patrimoine. « Ville d'art » jusqu'à la disparition de ce label en 2005 au profit du réseau des Villes et Pays d'Art et d'Histoire, la municipalité n'a pas été incluse dans ce nouveau réseau.
Ce sont avant tout les remparts du XIVe siècle que l’on remarque lorsque l’on s’approche du centre. Ils sont longs d’environ 4 kilomètres, sont flanqués de 39 tours et percés de sept portes principales réparties tout autour de la vieille ville. Les anciennes douves ont été comblées et aménagées en parkings, autrefois le niveau des remparts était bien plus élevé assurant une bien meilleure protection aux habitants d’Avignon.
Une fois dans la vieille ville, ce sont des églises, des hôtels particuliers aux façades des XVIe, XVIIe et XVIIIe siècles, des cloîtres, dont le cloître des capucins, un opéra, plusieurs places dont la place de l’horloge, des musées (musée lapidaire, musée Requiem, musée Calvet, musée Louis-Voulant, musée du Petit Palais, etc.), une bibliothèque classée, une chapellerie classée (la seule de France) : la chapellerie Mouret, un « mur de verdure » accroché à la façade Nord des halles et bien sûr le palais des papes d’Avignon, sa cour d’honneur et ses diverses dépendances. Froissart décrivit ce Palais qui servit à l’époque où les Papes étaient venus vivre à Avignon en ces termes : « La plus belle et la plus forte maison du monde ». Le Palais fut construit par le premier d’entre eux sur la seule butte suffisamment proche de ce côté du Rhône, le rocher des Doms. C’est aussi sur ce rocher que fut construite la cathédrale Notre-Dame-des-Doms.
Lorsque l’on ressort de la vieille ville et que l’on fait le tour le long des berges, on ne peut s’empêcher de rechercher le fameux pont d’Avignon, le pont Saint-Bénezet. Contrairement à ce que dit la chanson, sa largeur ne permet pas réellement de danser dessus (selon les danses de l’époque) et c’est dessous, où des berges avaient été aménagées, que l’on allait danser. Une version plus ancienne de la chanson disait d’ailleurs « SOUS le pont d’Avignon, l'on y danse l'on y danse… »
Le palais des Papes du XIVe siècle et le pont Saint-Bénezet du XIIe siècle sont classés au patrimoine de l’humanité par l’Unesco.

## Vestiges antiques

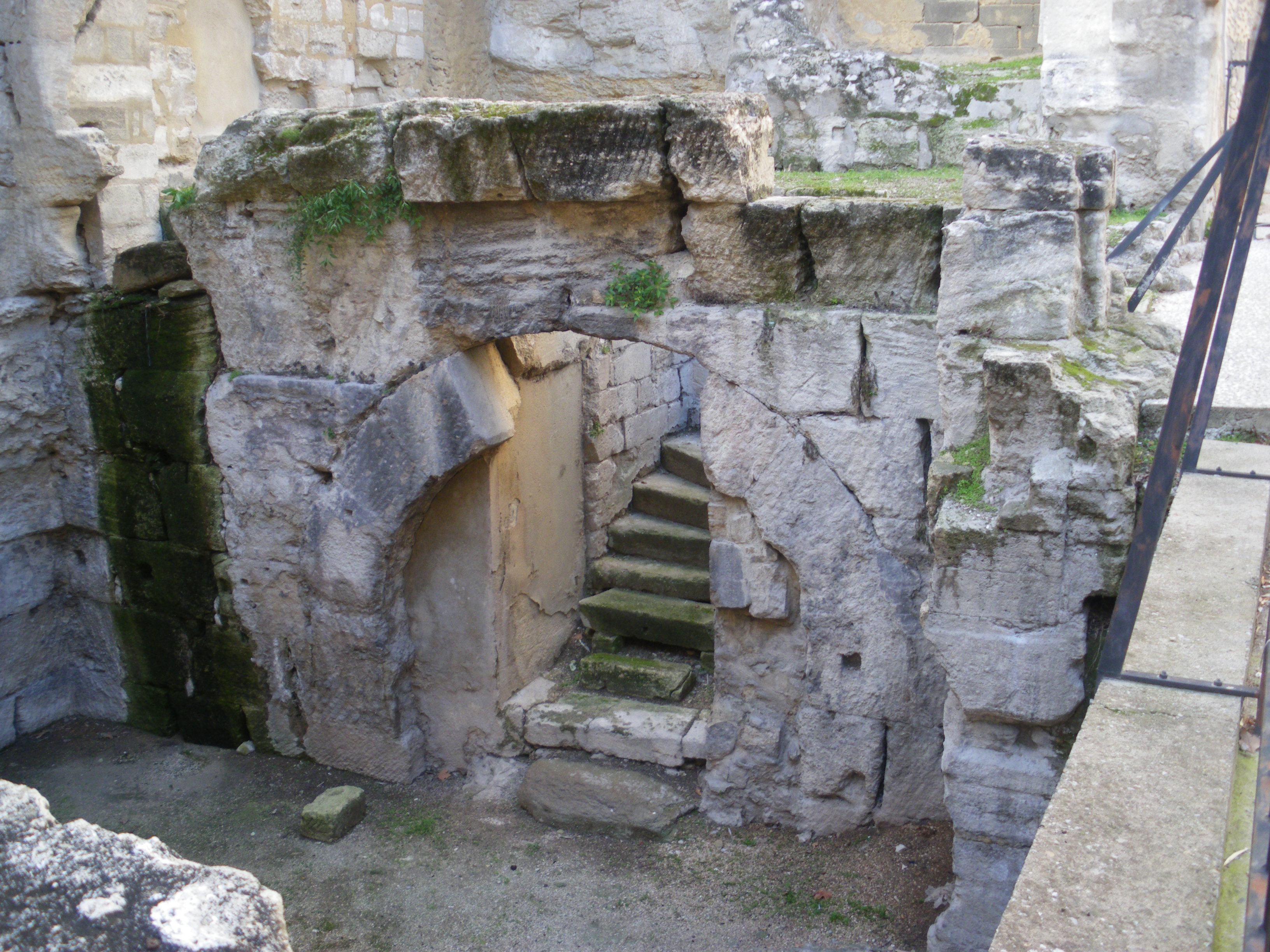
Vestiges romain du Ier siècle, derrière le Palais des papes d'Avignon

À Avignon, il ne reste que très peu de monuments visibles de cette époque. Pourtant le sous-sol regorge de vestiges. Le forum, centre de la cité, se trouvait à l'emplacement actuel de la place de l'Horloge. À sa plus grande extension, aux Ier et IIe siècles, l'agglomération s'étend sur 46 hectares et compte environ 25 000 habitants. Avignon est fortifiée, et comme toutes les villes romaines, elle est dotée de nombreux monuments : temple, curie, arc de triomphe. Même si Avignon n'a pas le rayonnement d'Arles ou Nîmes, c'est un centre religieux, administratif et commercial important. La proximité de la Via Agrippa, une des grandes voies romaines, lui assure déjà une certaine renommée.

## Palais des Papes, ensemble épiscopal et Pont d'Avignon
Depuis 1995, le palais des Papes est classé, groupé avec le centre historique d'Avignon, sur la liste du patrimoine mondial de l'Unesco, avec les critères culturels (i, ii, iv).

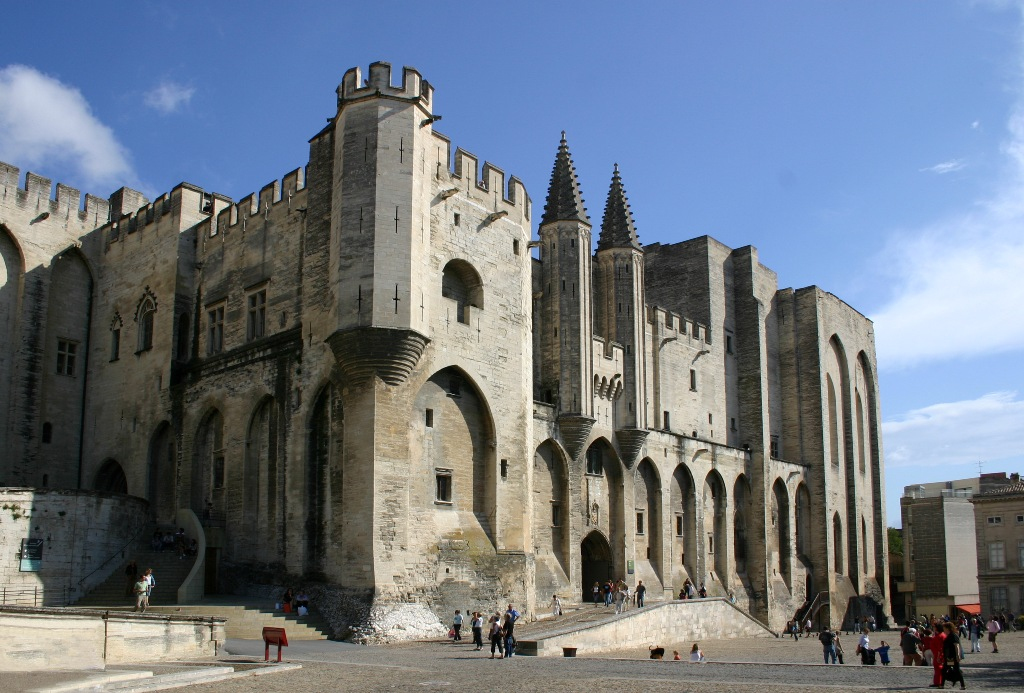
Vue sur le palais.
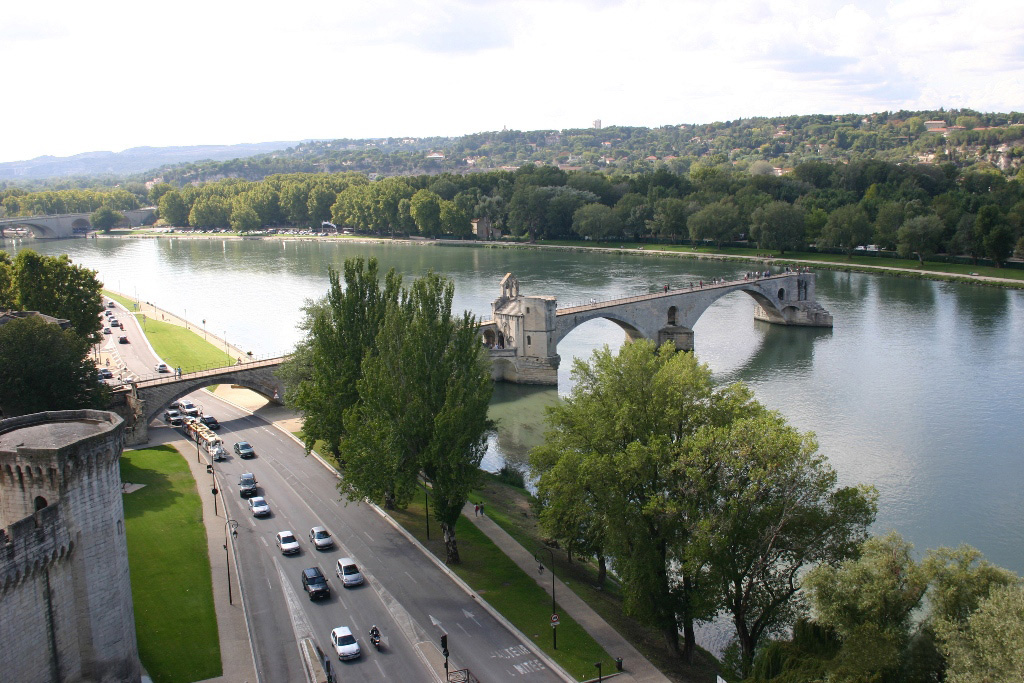
Le « pont d'Avignon » célébré par la chanson, le pont Saint-Bénezet.

## L'Hôtel des Monnaies

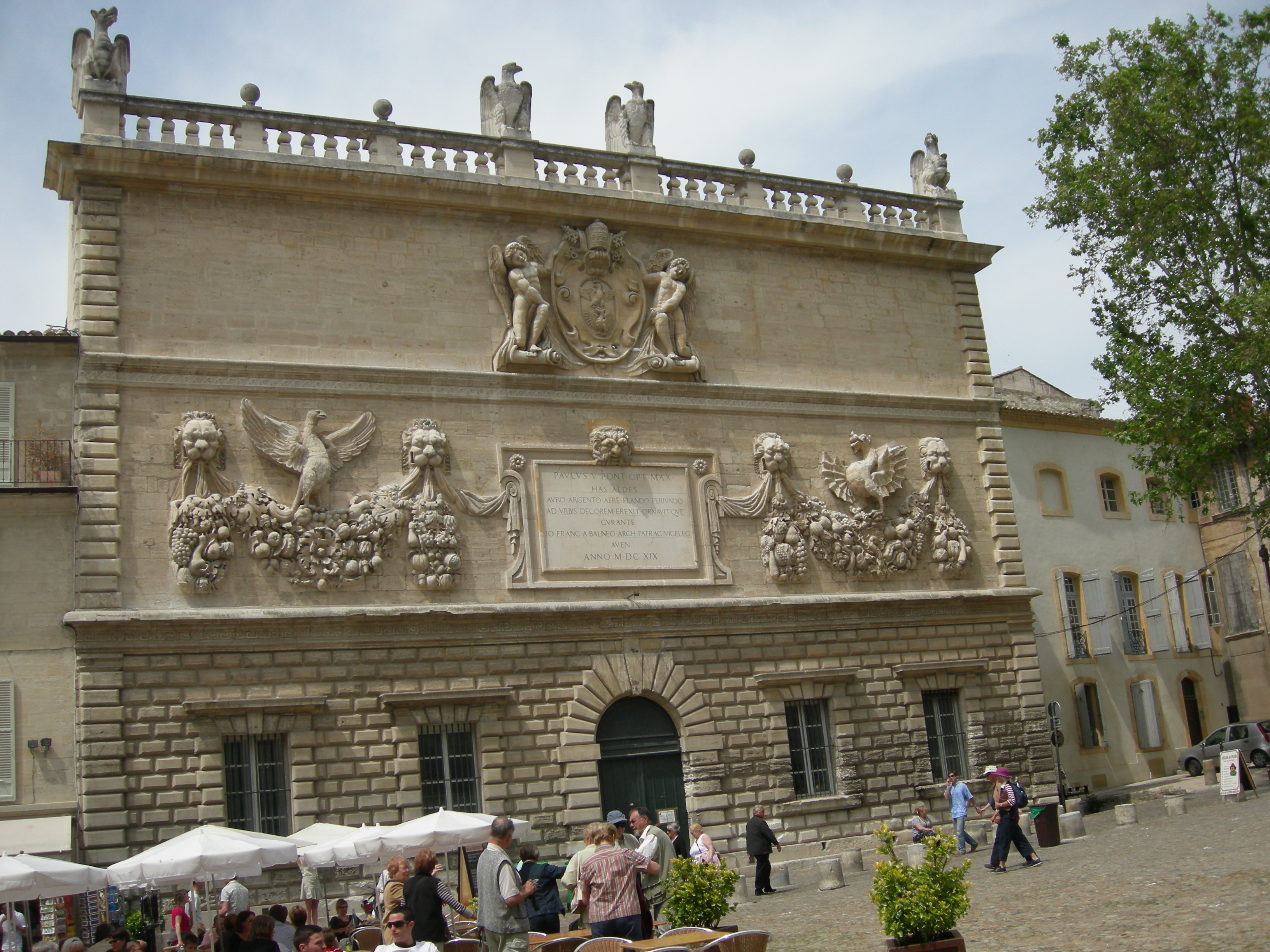
Hôtel des Monnaies

Situé en face de l'entrée principale du palais des Papes se trouve l'ancien Hôtel des Monnaies.
En 1619 (MDCXIX) le vice-légat Jean-François de Bagni décide de sa réfection, comme nous le rappelle une inscription gravée en latin sur une imposante plaque de marbre blanc. Cette plaque nous indique aussi qu'il est dédié au pape régnant Paul V.
L'on retrouve sur sa façade, de style baroque, les armes de la famille du cardinal de Borghèse (Aigles et dragons).
En 1860, il abrite le conservatoire national de musique. On lui ajoute par la suite le nom d’Olivier Messiaen (1908-1992) avignonnais du XXe siècle à qui l'on voulait rendre hommage. Il a été utilisé pour le conservatoire de musique jusqu'en 2007.

## Hôtels particuliers et livrées cardinalices

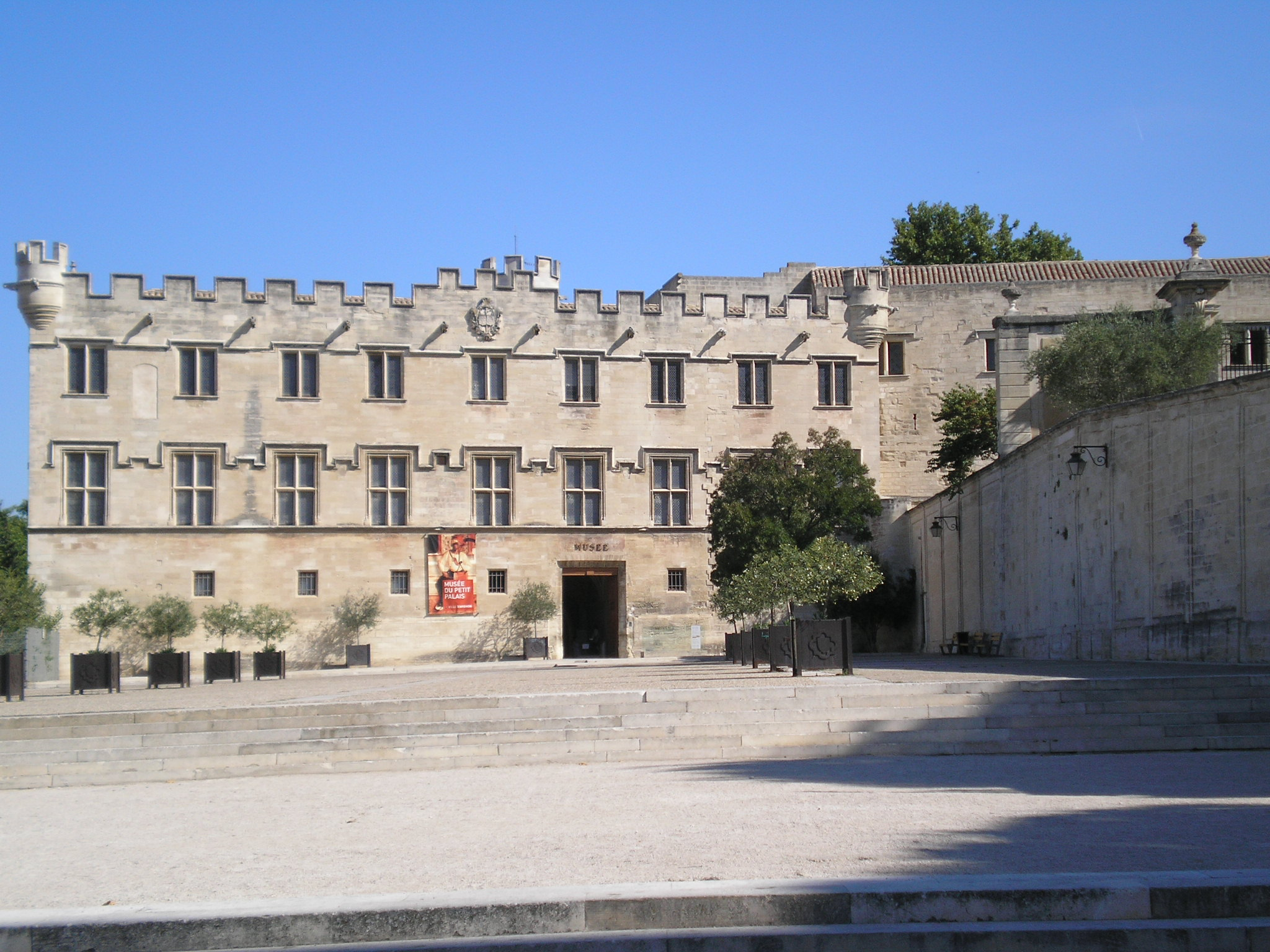
Le Petit Palais
Livrée cardinalice d'Anglic de Grimoard où mourut Urbain V

Une Livrée cardinalice était un palais élevé pour y accueillir un cardinal et sa suite. On trouve encore à Avignon de nombreuses maisons de maîtres ou des hôtels particuliers dont certaines ont servi de Livrées cardinalices, en particulier celle du cardinal Annibal de Ceccano. Les maisons cardinalices dans Avignon n’étaient, au départ, que de simples habitations bourgeoises réquisitionnées par l’administration pontificale. D’où le nom de libratae donné généralement à ces résidences qui étaient en effet livrées aux princes de l’Église.
Avec le temps, le séjour d’Avignon tendant à perdurer, les cardinaux rachetèrent une à une leurs habitations de fonction pour se faire bâtir des palais lesquels, par routine mais improprement, conservèrent le nom de Livrées. 
Ces Livrées furent aménagées et décorées avec un grand souci d'apparat : « Elles eurent chambre de parement ou de réception, grand tinel ou salle de festins, studium ou cabinet de travail, chambres, chapelle et galeries groupés autour d'un préau et desservis par un cloître à galeries superposées, souvent, autour d'une deuxième cour, il y avait des logements pour les familiers ou les serviteurs, des écuries, des dépendances. À l'extérieur, les Livrées, à l'imitation du palais des papes, prirent des airs de forteresses avec une tour qui était au Moyen Âge, le symbole de la puissance. ». Ce qui ne les empêchait point de protéger leurs abords en s'entourant de clôtures de pierres ou de barrières de bois.
À l’intérieur des remparts, dans le centre historique, les cent-trente Hôtels particuliers, ont été construits entre le XVe siècle et le XVIIIe siècle. Ils ont fait l'admiration d'Anne-Marguerite Petit Dunoyer (1663-1779), qui, lors de son séjour à Avignon décrivit son enthousiasme et son étonnement dans ses Lettres historiques et galantes de deux dames de condition dont l’une estoit à Paris & l’autre en province, ouvrage édité en 1733 : 
« La situation de cette ville est enchantée ; le Rhône baigne ses murailles ; ce ne sont que jardins et prairies en dehors et bâtiments magnifiques en dedans ; les maisons de MM. de Mont-Réal  et de Crillon sont les plus belles qu’on y voie ». Parmi ces demeures aristocratiques, quelques-unes se distinguent par leur riche patrimoine architectural ou par des évènements historiques qui s’y sont déroulés.

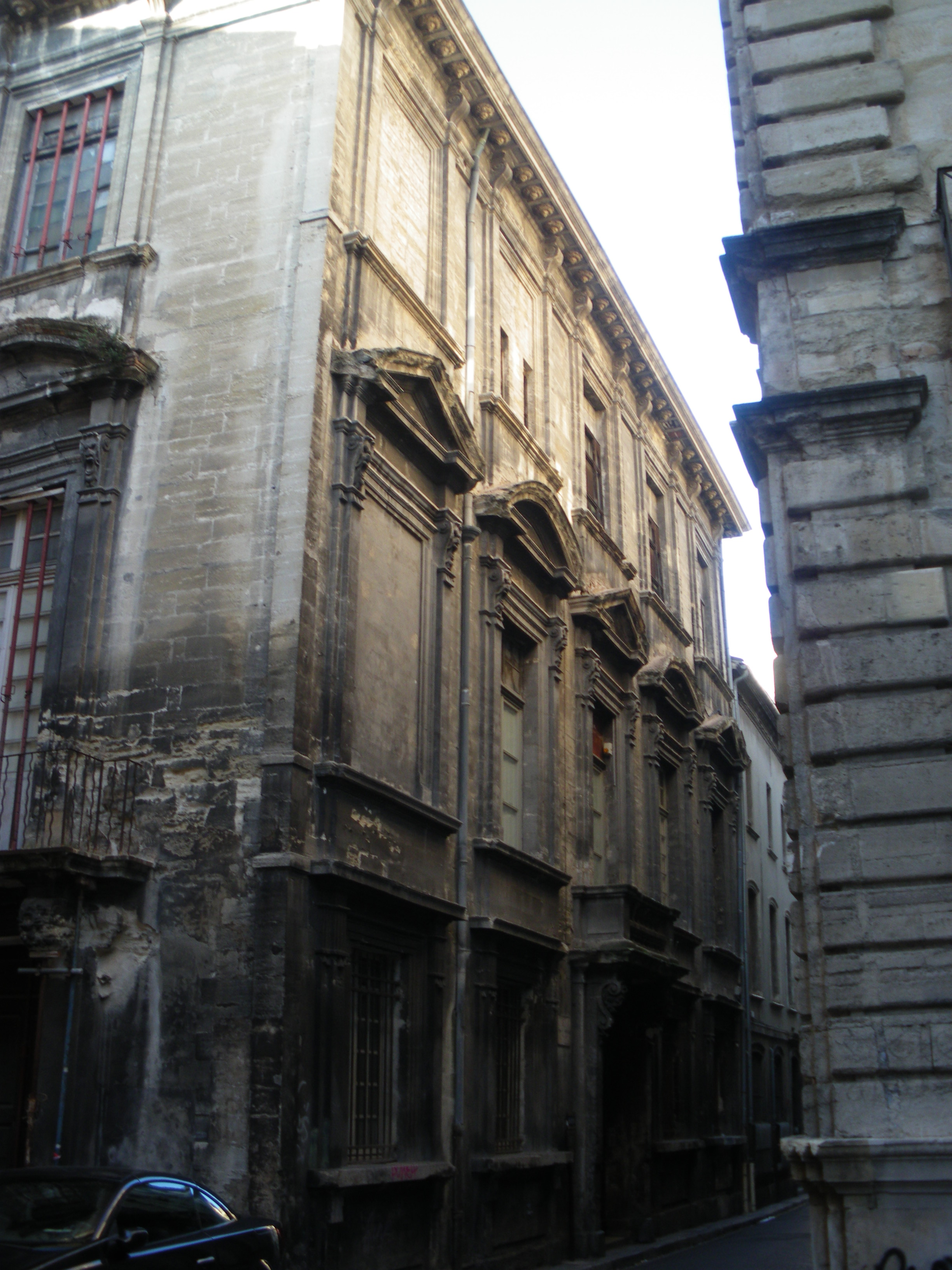
Hôtel Fortia de Montréal
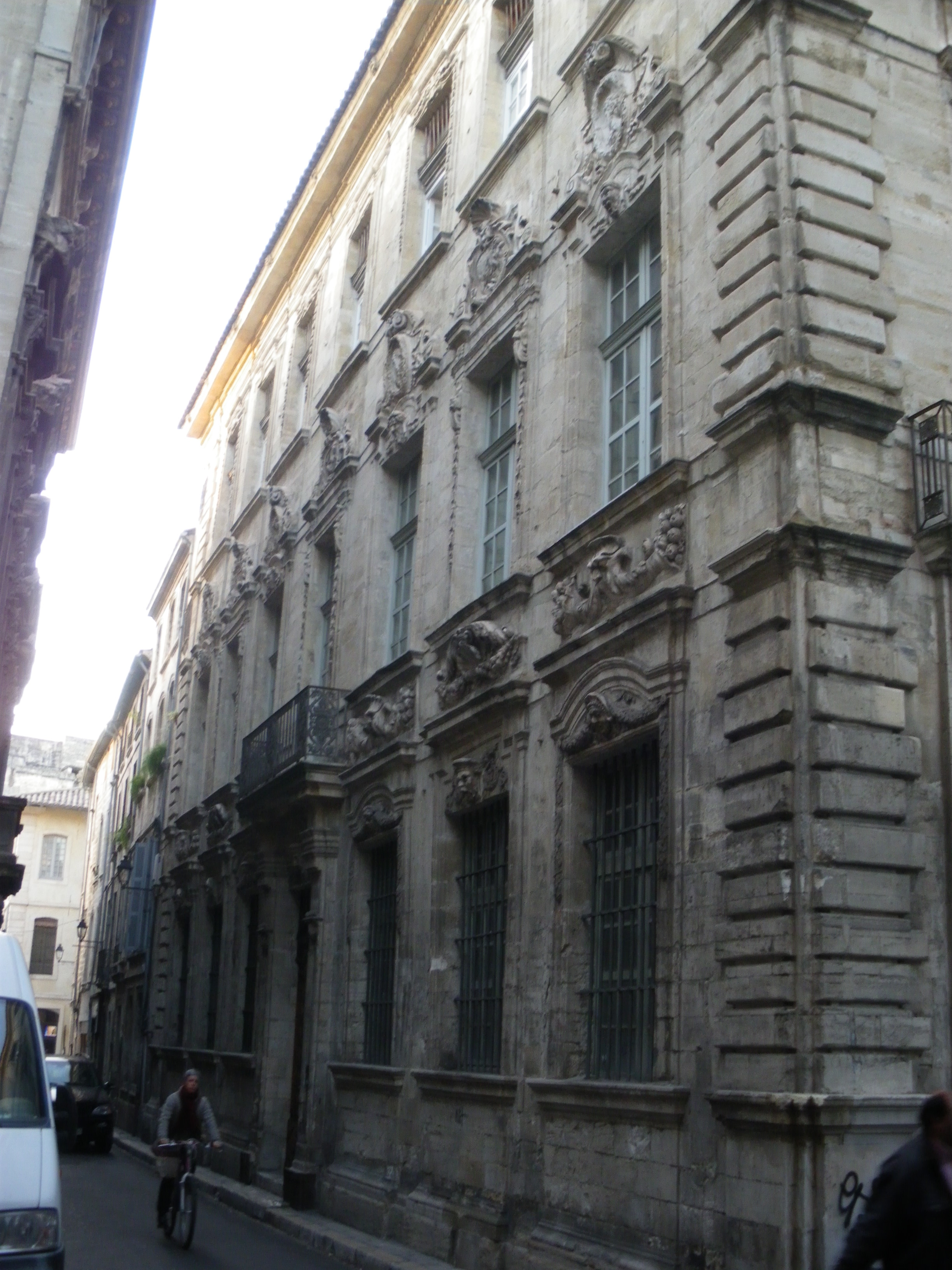
Hôtel de Berton de Crillon

## Le théâtre-opéra
Situé au niveau de la place de l'horloge, entre la rue Molière au nord, la rue Racine à l'ouest, et la rue Corneille au sud qui le sépare de la mairie, l'opéra d'Avignon. Il remplaçait le Théâtre de la Comédie qui avait été construit, place Crillon sur l'emplacement d'une salle de jeu de paume. Il était alors apprécié comme l'un des plus beaux de France. Le premier théâtre qui avait été édifié en lieu et place de l'ancien couvent des bénédictines de Saint-Laurent, fut détruit dans l'incendie de 1846. Il fut reconstruit sur des plans des architectes Léon Feuchère et Théodore Charpentier et possède une élégante salle à l'italienne. La façade principale, à l'est, donne directement sur la place.

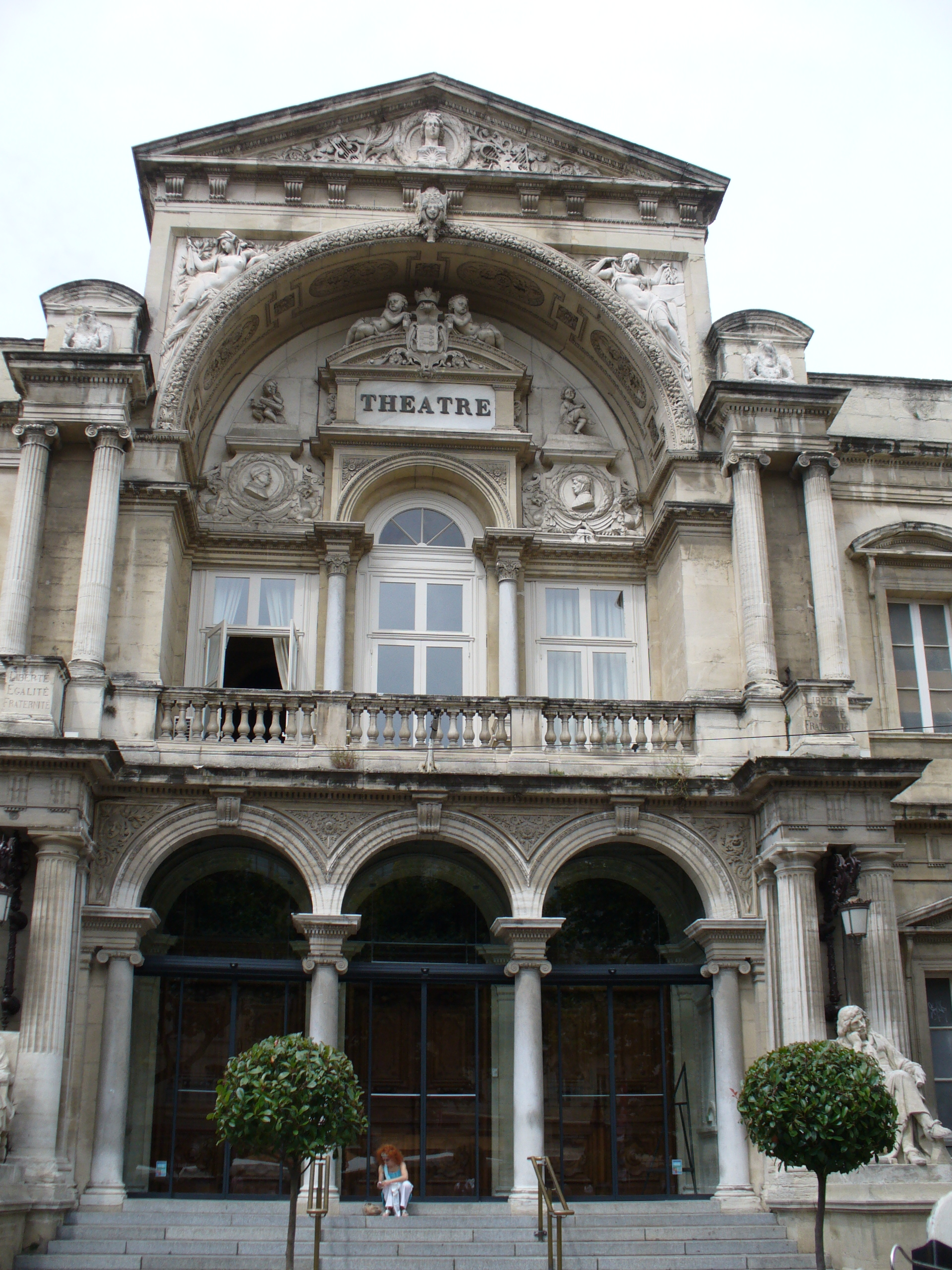
L'opéra d'Avignon
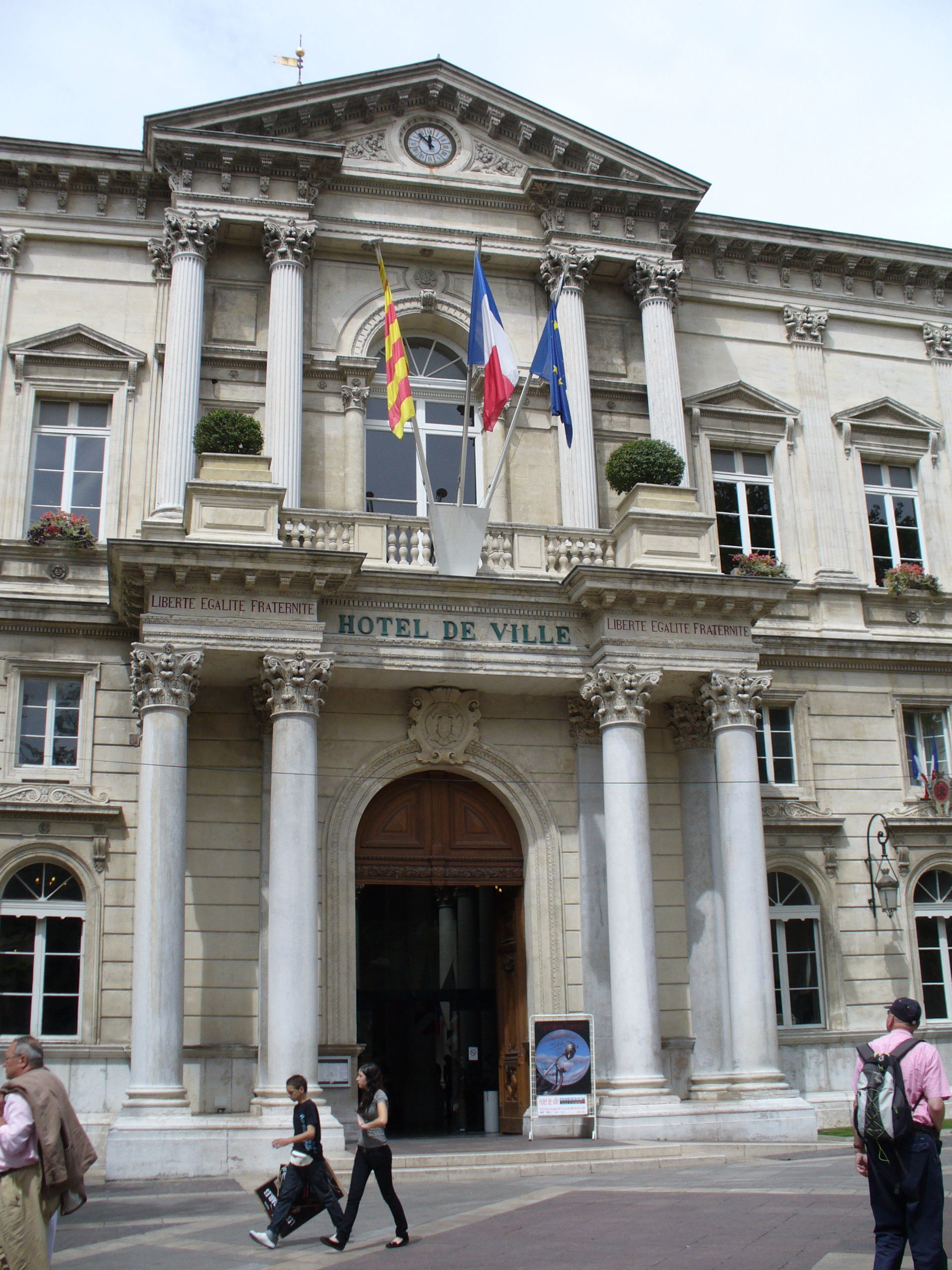
L'Hôtel de Ville d'Avignon

## L'hôtel de ville
Bâtiment imposant jouxtant le théâtre, il a été entièrement reconstruit au milieu du XIXe siècle par l'architecte Léon Feuchère, dans un style général  néoclassique avec et un impressionnant hall peuplé d'une forêt de colonnes donnant sur l'escalier d'honneur. Seule l'ancienne tour de l'horloge gothique fut conservée. Elle renferme un jacquemart. Ce bâtiment avait été commencé en 1845 par l'architecte de la ville, Joseph-Auguste Joffroy. Il fut inauguré par Napoléon III et le maire de la ville, Paul Poncet, le 24 septembre 1856.

## Musées
En plus de son palais des Papes et de ses divers monuments, la ville d'Avignon a plusieurs musées : L'hôtel de Caumont qui abrite la collection Lambert, le palais du Roure, la maison Jean-Vilar et les musées Angladon, Calvet, de l’Œuvre, du Mont-de-piété, le musée du Petit Palais, lapidaire, Louis Vouland et Requien.

## La synagogue

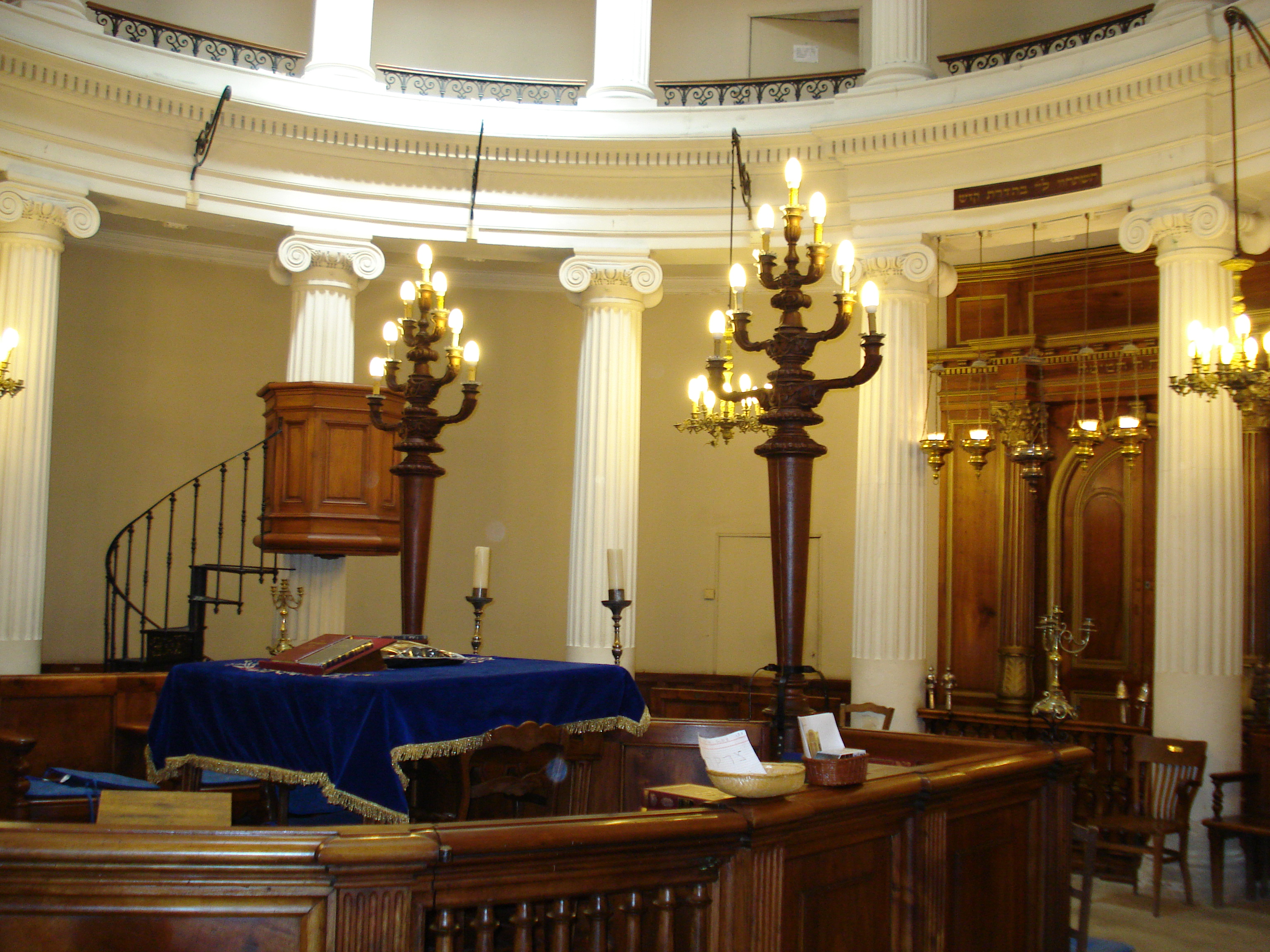
La salle de prière de la synagogue d'Avignon

La synagogue est située sur la place Jérusalem à proximité de l'ancienne juiverie (qui était qualifiée dans le cas d'Avignon de « carrière des Juifs » ou plus brièvement « la carrière »). La synagogue était appelée escolo en Provence. 
Elle fut bâtie entre 1785 et 1787 par Jean-Baptiste Franque et somptueusement décorée. Elle comprend alors plusieurs salles pour la vie de la communauté juive : un bain rituel, une boucherie, une boulangerie, une salle d'étude, une salle pour les mariages. 
Après un incendie, elle a été reconstruite entièrement en 1846 en style néoclassique. Auparavant, l'édifice beaucoup plus ancien ressemblait aux autres anciennes synagogues provençales. La communauté juive d'Avignon a en effet constamment résidé dans ce quartier du Moyen Âge à la Révolution. La Synagogue propose des visites commentées lors des journées du patrimoine.

## Églises
Article détaillé: églises d'Avignon
De par son passé, Avignon a dans son patrimoine architectural de nombreux bâtiments de caractère religieux… la cathédrale Notre-Dame-des-Doms, des églises comme les églises Saint-Agricol, Saint-Didier (entièrement rebâtie en 1356 et 1359), Saint-Pierre (Façade du début XVIe siècle et portes en bois sculpté de 1551) Saint-Symphorien-les-Carmes, ou encore la moderne Saint-Joseph travailleur (1969) conçue par le grand prix de Rome Guillaume Gillet, mais aussi de nombreuses chapelles publiques ou privées comme la chapelle Saint-Bénézet sur le pont du même nom, Chapelle des pénitents noirs, chapelle de l'Oratoire, église des Célestins, chapelle Saint-Louis, etc.

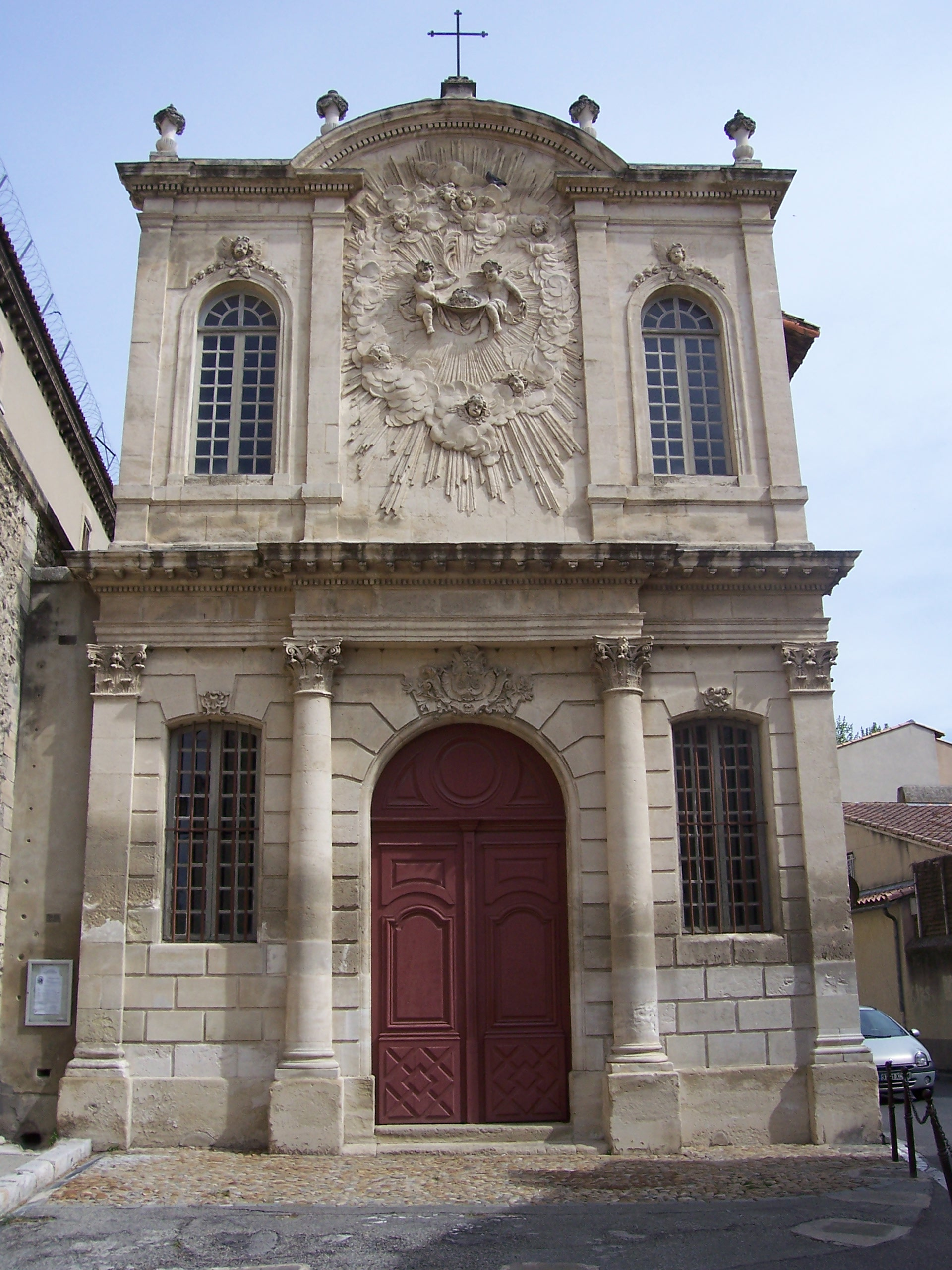
Chapelle des Pénitents Noirs.
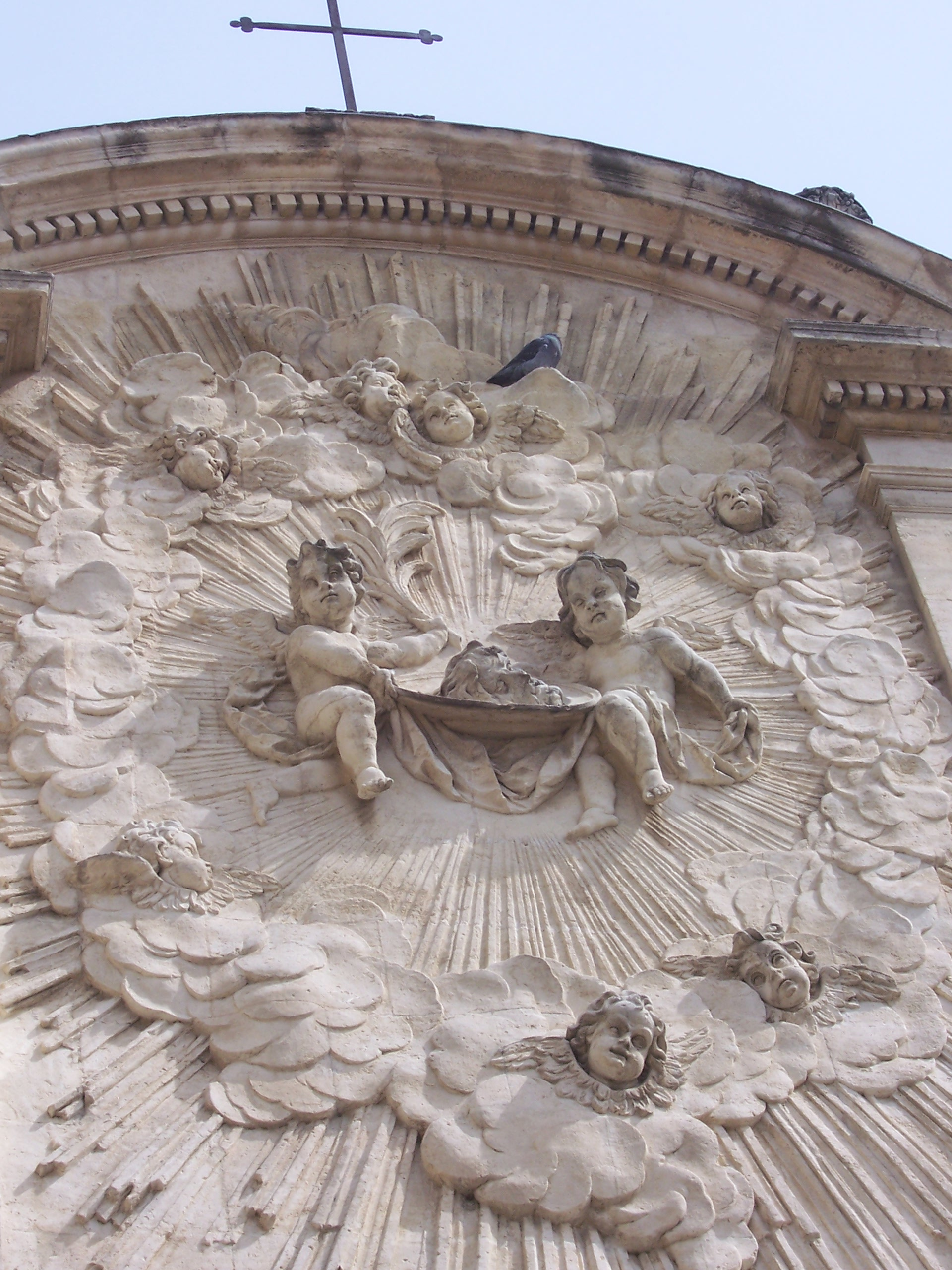
Détail de la façade de la chapelle des Pénitents Noirs : la tête de saint Jean-Baptiste.

## Bibliothèques
La ville d'Avignon a 12 bibliothèques permettant au total la consultation de plus de 500 000 ouvrages.
L'une d'entre elles est une bibliothèque municipale classée ou "BMC". La liste des BMC dont elle est issue, établie par l'article 1er du décret de 1933, modifié à plusieurs reprises, est désormais contenue par l'article R. 1422-2 du Code général des collectivités territoriales.